# Ewald Lienen
Ewald Lienen (ur. 28 listopada 1953 w Schloß Holte-Stukenbrock) – niemiecki piłkarz i trener piłkarski.

## Kariera piłkarska
Lienen rozpoczynał swoją karierę w Arminii Bielefeld w 2. Bundeslidze w 1974. Po spędzeniu trzech sezonów w „Die Arminen” przeszedł do Borussii Mönchengladbach. Klub był wówczas trzykrotnym mistrzem RFN z rzędu, ale po przyjściu Lienena nie był już w stanie powtórzyć sukcesu. Niemiec nigdy nie wygrał mistrzowskiej patery w 1. Bundeslidze, a najlepszym wynikiem było wicemistrzostwo w pierwszym sezonie po zmianie barw klubowych. W następnych latach zespół nie mógł już podjąć równorzędnej walki i stracił miano pretendenta do zdobycia tytułu. Debiut pomocnika miał miejsce w 3 serii spotkań 17 sierpnia 1977 przeciwko MSV Duisburg na wyjeździe, gdzie padł remis 1:1. W dwudziestej minucie spotkania Lienen wpisał się na listę strzelców, dając prowadzenie drużynie gości. W 80. minucie wynik ustalił Ronald Worm.

### Borussia Mönchengladbach
Wicemistrzostwo w sezonie 1977–1978 skutkowało awansem do Pucharu UEFA. Zespół pokonał w dwumeczu 2:1 Crveną Zvezdę Belgrad w wielkim finale rozgrywek w maju 1979 roku. Lienen brał udział w historycznym spotkaniu, podobnie jak we wcześniejszej fazie, zdobywając dwie bramki (przeciwko Manchesterowi City i MSV Duisburg, w którym przyszło mu występować w przyszłości). Jako obrońcy tytułu zostali automatycznie włączeni do pucharu w następnym sezonie, a klub znów był na dobrej drodze do powtórzenia gry w finale. Na drodze stanął jednak Eintracht Frankfurt i po zaciętym dwumeczu to piłkarze znad Renu byli górą. Lienen znów zagrał we wszystkich rundach rozgrywek i ponownie trafił do siatki dwa razy (przeciwko Vikingowi FK i AS Saint-Étienne).

### Arminia Bielefeld
Kolejnym przystankiem w jego karierze była ponownie Arminia, która zdołała wywalczyć promocję do 1. Bundesligi. Krótko po powrocie do zespołu, 14 sierpnia 1981 doznał mrożącego krew w żyłach urazu w meczu z Werderem Brema. Zaatakowany wślizgiem przez zawodnika rywali Norberta Siegmanna padł na murawę trzymając się za prawą nogę. Atak rywala spowodował rozcięcie nogi na blisko 30 centymetrów, naruszając przy tym mięśnie i kość gracza.
Jego klub utrzymał się w lidze i ustabilizował swoją pozycję w niemieckiej piłce, co pozwoliło mu na transfer Lienena na początku lat osiemdziesiątych. Po dwóch sezonach ten zdecydował się jednak na poprzedniego pracodawcę, Borussia Mönchengladbach. W nowym-starym klubie zajął miejsce w pierwszej czwórce tabeli, ale nie udało mu się zdobyć medalu za miejsce na podium. W 1984 wystąpił w finale Pucharu Niemiec we Frankfurcie, w którym Borussia przegrała w serii rzutów karnych z Bayernem Monachium. 31 maja 1984 w regulaminowym czasie gry było 0:0 i trzeba było aż dziewięciu serii jedenastek do wyłonienia zwycięzcy. Lienen, który grał od pierwszej minuty, nie podszedł do rzutu karnego, a Monachijczycy wygrali 7:6 po decydującym trafieniu Michaela Rummenigge, brata sławniejszego Karla-Heinza Rummenigge.

### MSV Duisburg
W lecie 1987 roku Lienen opuścił Mönchengladbach i dołączył do MSV Duisburg, gdzie po zakończeniu kariery został szkoleniowcem pierwszego zespołu. W 1989 zdobył licencję szkoleniowca z najwyższą notą. Wówczas nadal był jeszcze piłkarzem Duisburga, występującego w 3. lidze, a klub wywalczył awans do 2. Bundesligi. Dwa lata później wywalczył sobie grę na najwyższym szczeblu z Lienenem w składzie. Po roku spędzonym w 1. Bundeslidze klub został zdegradowany, a piłkarz zadecydował o zakończeniu swojej barwnej kariery po wygranym 3:0 meczu przez Duisburg z 1. FC Nürnberg w ostatniej kolejce zmagań.

## Kariera trenerska
Lienen pozostał w MSV, gdzie najpierw prowadził rezerwy. Szybko otrzymał szansę prowadzenia seniorów. W lecie 1993 klub powrócił do 1. Bundesligi. Z Lienenem na ławce trenerskiej uplasował się na wysokim 9. miejscu. Rok później sytuacja nie wyglądała równie imponująco i zespół zajmował w listopadzie ostatnie miejsce w lidze z dwoma punktami na koncie na 22 możliwe. Lienen został zwolniony po katastrofalnej porażce 0:5 z Hamburgerem SV na własnym boisku.

### Tenerife CD
Następnie zaakceptował propozycję, która napłynęła od byłego szkoleniowca Borussii Mönchengladbachm, Juppa Heynckesa, który został trenerem hiszpańskiego CD Tenerife. Lienen został jego asystentem, a klub zajął wyśmienite piąte miejsce na mecie sezonu 1994–1995. Następny rok nie był już równie spektakularny, ale solidny i zakończony na dziesiątej lokacie. Heynckes następnie odszedł do Realu Madryt, a Lienen doszedł do wniosku, że jego czas na Półwyspie Iberyjskim minął i postanowił wrócić do Niemiec i rozpocząć samodzielną pracę w Hansie Rostock.

### Powrót do kraju
Sezon 1997–1998 okazał się sporym sukcesem i niespodzianką. Medialnie skazywany na niepowodzenie klub zajął bardzo wysokie szóste miejsce, co pozwoliło na większe aspiracje. Kilka miesięcy później Hansa walczyła już o uniknięcie degradacji. Lienen zapłacił za dotkliwą porażkę z Bayernem 0:4 przed własną publicznością i pożegnał się z posadą w marcu 1999 roku. Bez niego zespół poradził sobie i uniknął pewnego spadku do 2. Bundesligi. Spadkowicz FC Köln chętnie przystał na warunki Lienena i podpisał z nim kontrakt. Ten przywrócił zasłużony zespół do najwyższej klasy rozgrywkowej. W sezonie 2000–2001 zespół zajął komfortowe dziesiąte miejsce w tabeli, ale kolejny – jak zwykle już dla Lienena – nie był równie udany i zespół spadł. Dobrze pamiętany na Teneryfie został trenerem miejscowego CD i objął klub, który mocno ucierpiał na spadku z ligi. Drugie podejście do pracy w Hiszpanii nie było równie udane i zespół nie podołał wyzwaniu i nie dał rady wygrać rywalizacji o Primera Division. Lienen został zwolniony w styczniu 2003 roku, zaledwie 6 miesięcy od momentu złożenia podpisu na umowie.

### Walka o utrzymanie
Jego rozbrat z piłką nie trwał długo. Po zakończeniu kariery szkoleniowej przez Hansa Meyera, Ewald kierował zespołem Borussii Mönchengladbach od marca 2003 roku. W pewnym momencie znów w oczy jego podopiecznym zajrzało widmo spadku, lecz pod wodzą Lienena Borrusia zaczęła grać bardzo równo, co pozwoliło jej na zakończenie rozgrywek na 12 pozycji, a zwyżka formy nastąpiła w ciągu ostatnich jedenastu serii spotkań. Holger Fach zastąpił go na stanowisku 21 września po sześciu meczach, w których Mönchengladbach tylko raz zdobyło 3 punkty.
Jego absencja od pierwszoligowej piłki trwała 6 miesięcy, kiedy Hannover 96 zwolnił Ralfa Rangnicka w marcu 2004 roku. Klub walczył o utrzymanie się w 1. Bundeslidze, a to wyzwanie znów przypadło do gustu Lienenowi, który ukończył sezon wraz ze swoimi zawodnikami na cennej 14 pozycji. Sezon 2004–2005 był z kolei wielkim sukcesem, gdyż klub zajął najwyższej w swej historii dziesiąte miejsce. Już po rundzie jesiennej rozgrywek obie strony zasiadły do rozmów w sprawie przedłużenia kontraktu szkoleniowca do 2007 roku, bowiem Hannover zdobył 28 punktów, co dawało siódmą lokatę. Po słabym początku kolejnych rozgrywek i nadziejach na odbudowanie siły zespołu z poprzedniego sezonu, władze klubu nie podzielały optymizmu Lienena i zwolniły po dwunastu spotkaniach w listopadzie 2005 roku.

### Panionios GSS
Lienen szukał przez pewien czas klubu i ostatecznie odnalazł go w greckiej Super Lidze, a konkretnie w Panioniosie. Sezon 2006–2007 był sukcesem ateńskiego klubu, zakończony na piątym miejscu, które gwarantowało start w Pucharze UEFA. Niemiec otrzymał wyróżnienie dla najlepszego trenera ekstraklasy Grecji. Następny sezon był równie udany, ponownie zakończony na tej samej pozycji w lidze. Tym razem nie udało się jednak wywalczyć kwalifikacji do europejskich pucharów, które zostały przegrane w play-offach. 11 listopada ostatecznie rozstał się z klubem, który podjął decyzję o wyrzuceniu z pracy jego i jego asystenta, Abdera Ramdane ze względu na scysję z napastnikiem Lambrosem Chutosem. Panionios miał dość przeciętny start rozgrywek, a w międzyczasie relacje na linii trener-zawodnicy uległy znacznemu ochłodzeniu, co spowodowało szybkie działanie zarządu. Doszło również do nieprzyjemnego incydentu z pseudokibicami klubu na czele. Lienen został trafiony kamieniem przez sympatyka PAOK-u Saloniki, który wraz z innymi obrzucił autokar stołecznego zespołu po wygranym 3:1 meczu nad ateńczykami w listopadzie 2007 roku.

### TSV 1860 Monachium
28 kwietnia 2009 roku cypryjski Anorthosis Famagusta ogłosił, że Ewald Lienen podpisał roczny kontrakt z opcją przedłużenia umowy o kolejny rok. W klubie wierzono, że z Niemcem na czele jest on w stanie powtórzyć największy dotychczasowy sukces cypryjskiej piłki klubowej, jakim był udział w fazie grupowej Ligi Mistrzów. Wyniki Anorthosisu były jednak dalekie od oczekiwań już w momencie poszukiwania nowego szkoleniowca. Mistrzostwo kraju trafiło w ręce drużyny APOEL-u Nikozja. Ostatecznie obie strony nie doszły do porozumienia i stanowisko objął rodak Lienena, Ernst Middendorp. 13 maja 2009 roku Lienen został szkoleniowcem TSV 1860 Monachium, a jego asystentem został Abder Ramdane.

## Polityka
Lienen był zaangażowany w ruch pokojowy we wczesnych latach osiemdziesiątych. Wziął udział w „Liście Pokoju” jako jeden z kandydatów do wyborów europejskich w 1984 roku. Obecnie jest członkiem „Rady Przyszłości”, ugrupowania pełniącego rolę doradcy lokalnego urzędu Nadrenii Północnej-Westfalii w kwestiach rozwojowych regionu.

## Sukcesy
Drużynowe:
- Puchar UEFA: zwycięzca (1979)
- Bundesliga: wicemistrz (1978)

Indywidualne:
- Grecja: trener roku (2007)